# Згар-Гришківське
Згар-Гришківське — заповідне урочище місцевого значення в  Золотоніському районі Черкаської області.

## Опис
Заповідне урочище площею 94 га розташовано на північній околиці хутора Згар.
Як об'єкт природно-заповідного фонду створено рішенням Черкаського облвиконкому від 27.06.1972 р. № 367. Землекористувач або землевласник, у віданні якого знаходиться заповідний об'єкт — ВАТ ПЗДГ «Золотоніське».
На території урочища оригінальний рельєф з красивим ландшафтом, насадження листяних порід віком 40-60 років, протякіє річка Суха Згар. Місце існування корисної мисливської фауни.

## Галерея

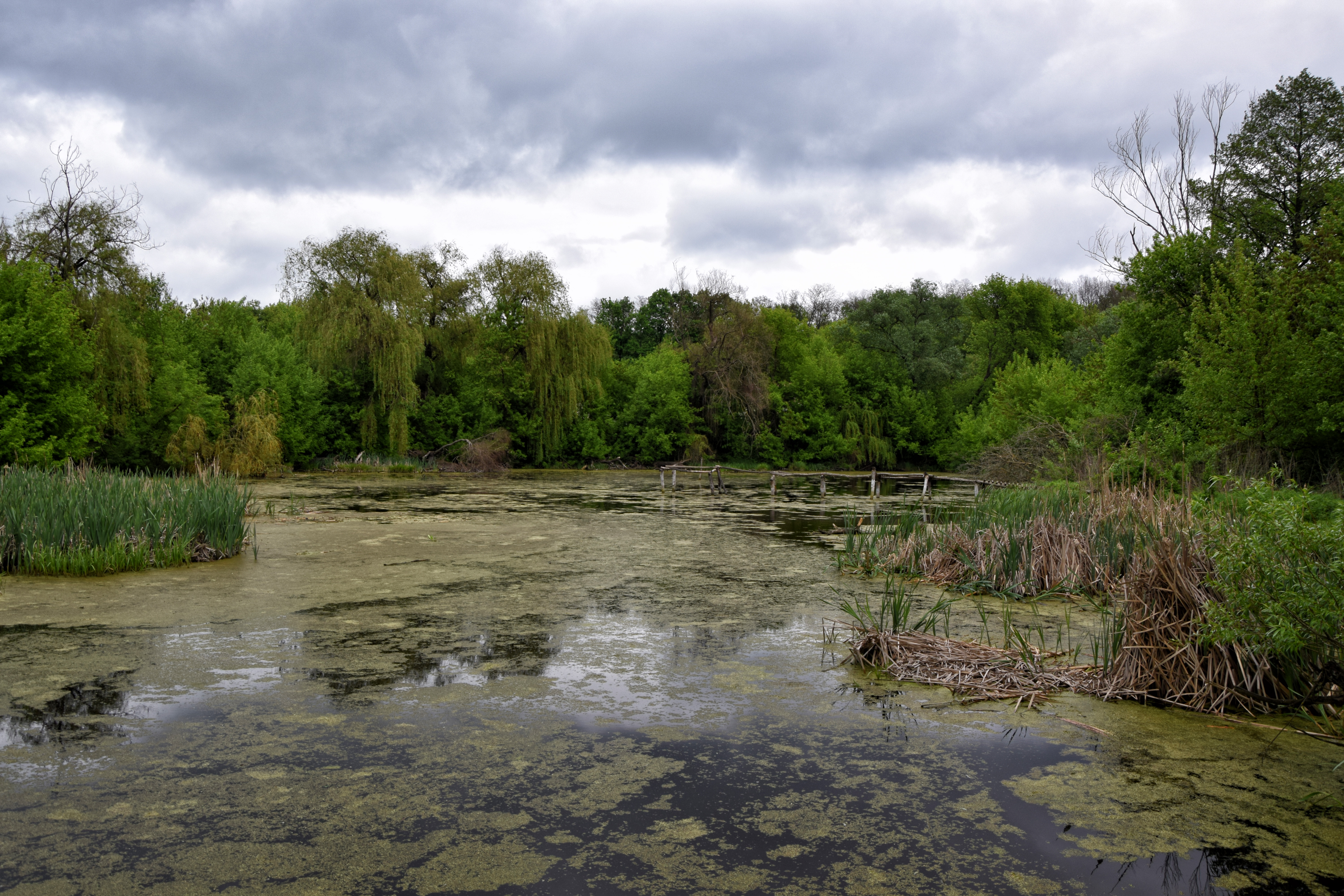
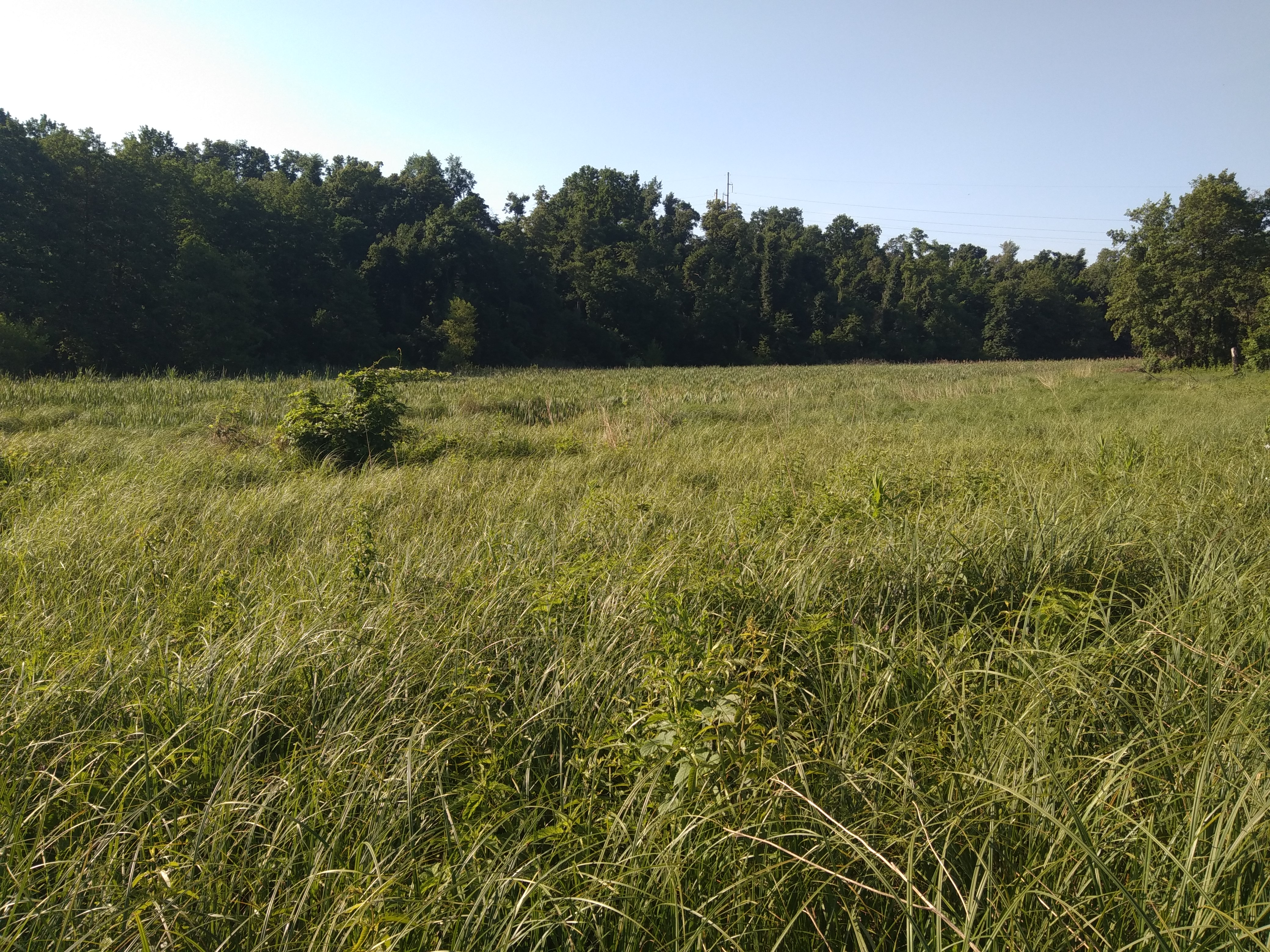
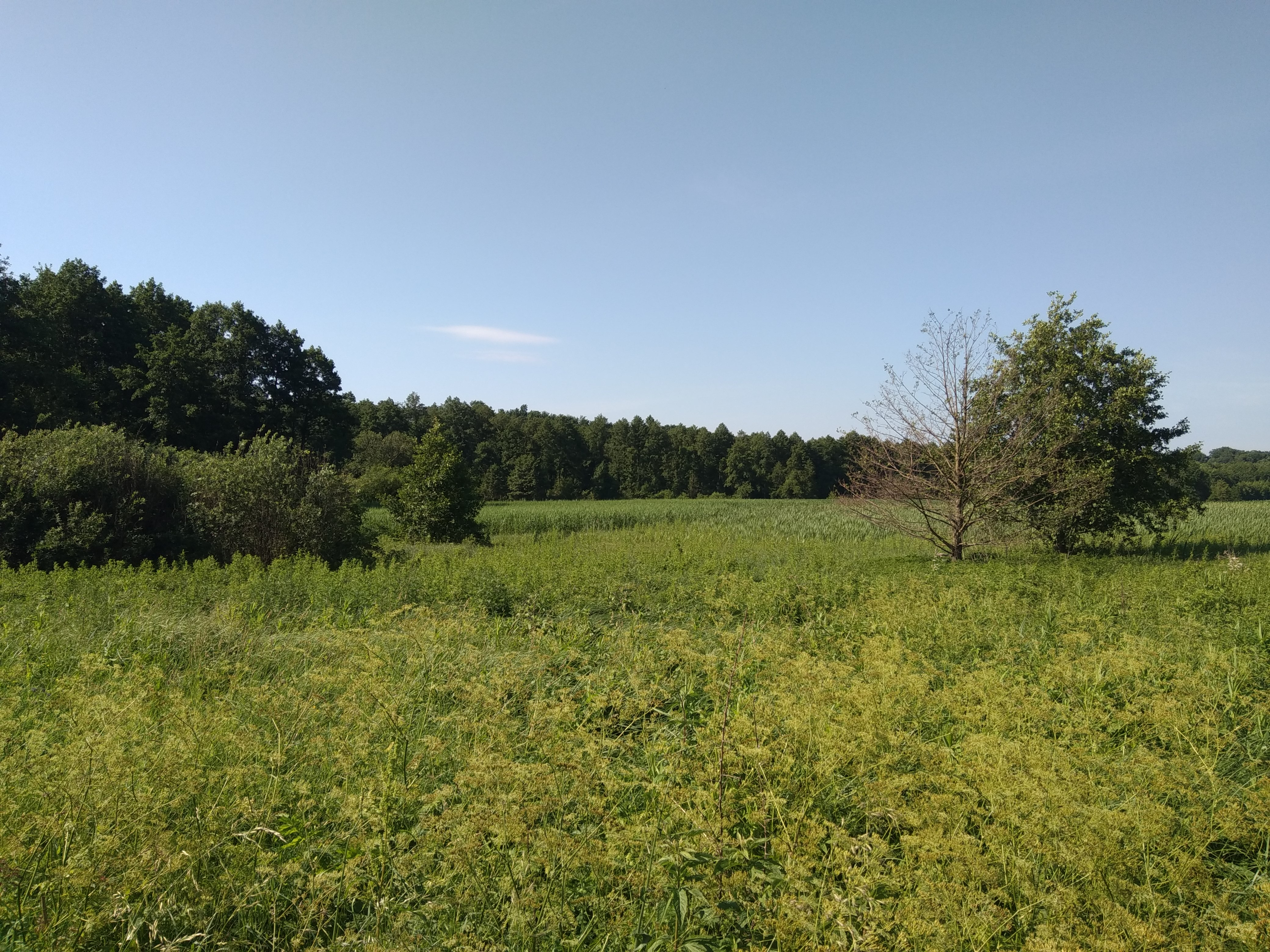
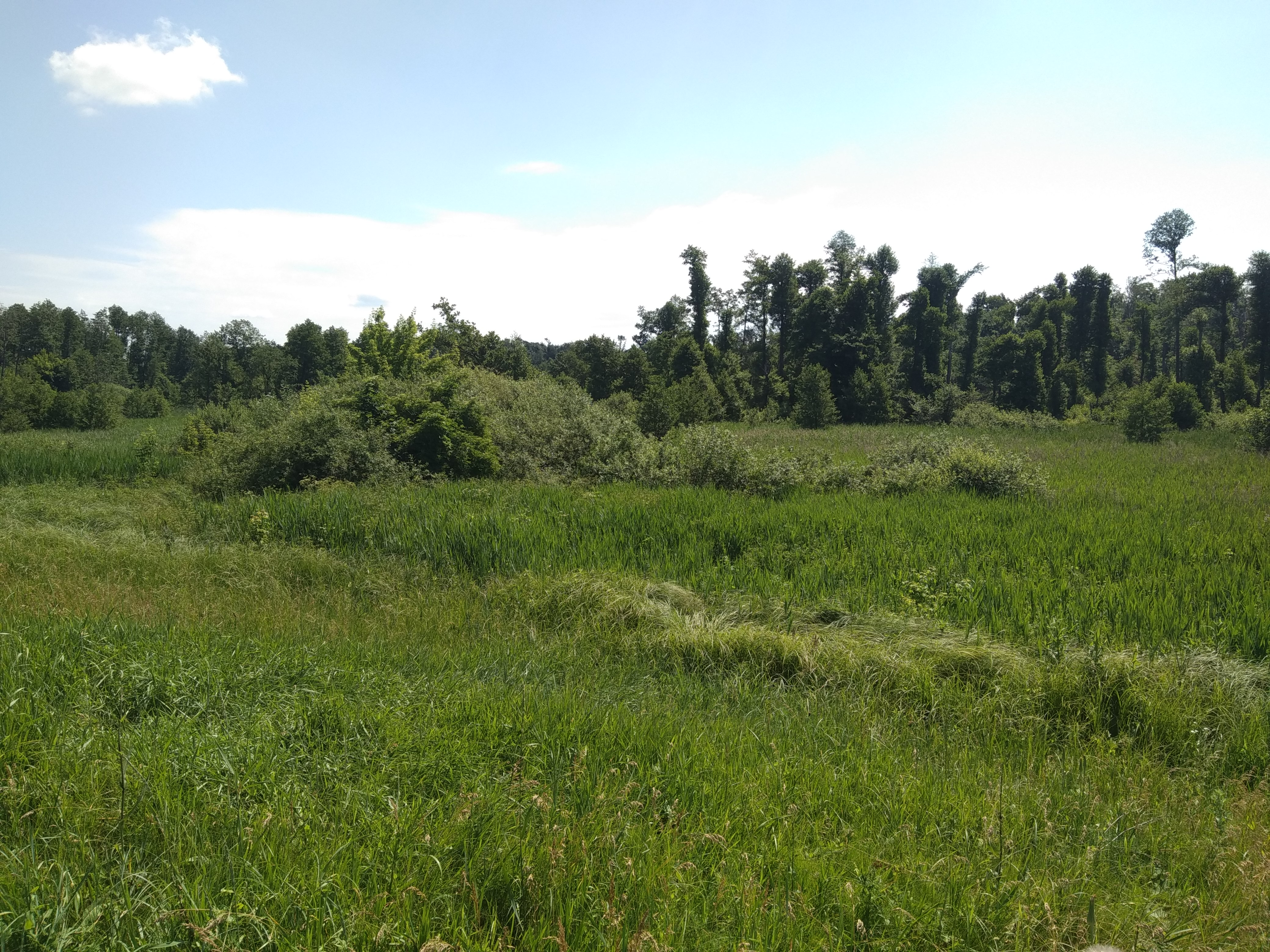
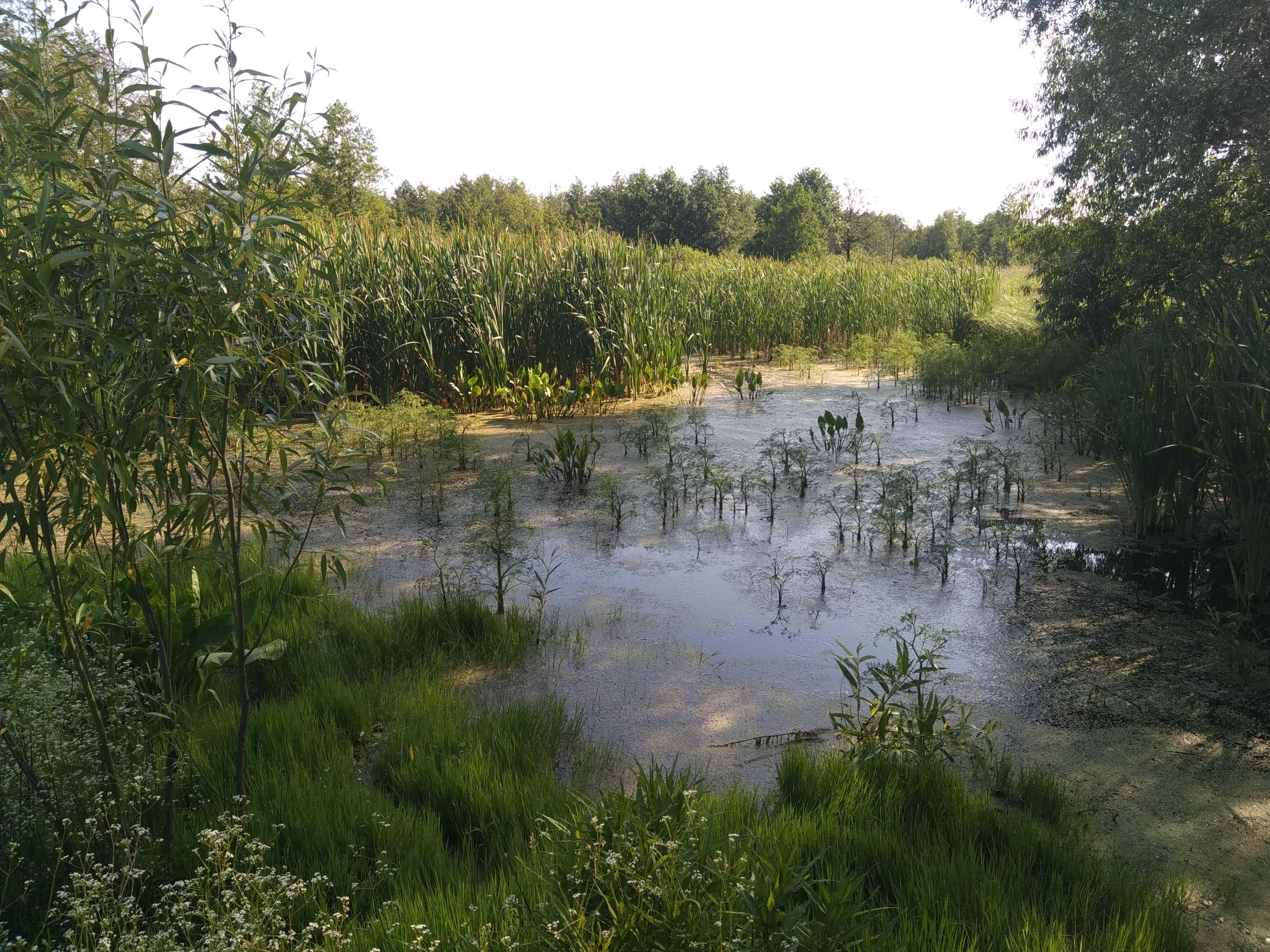
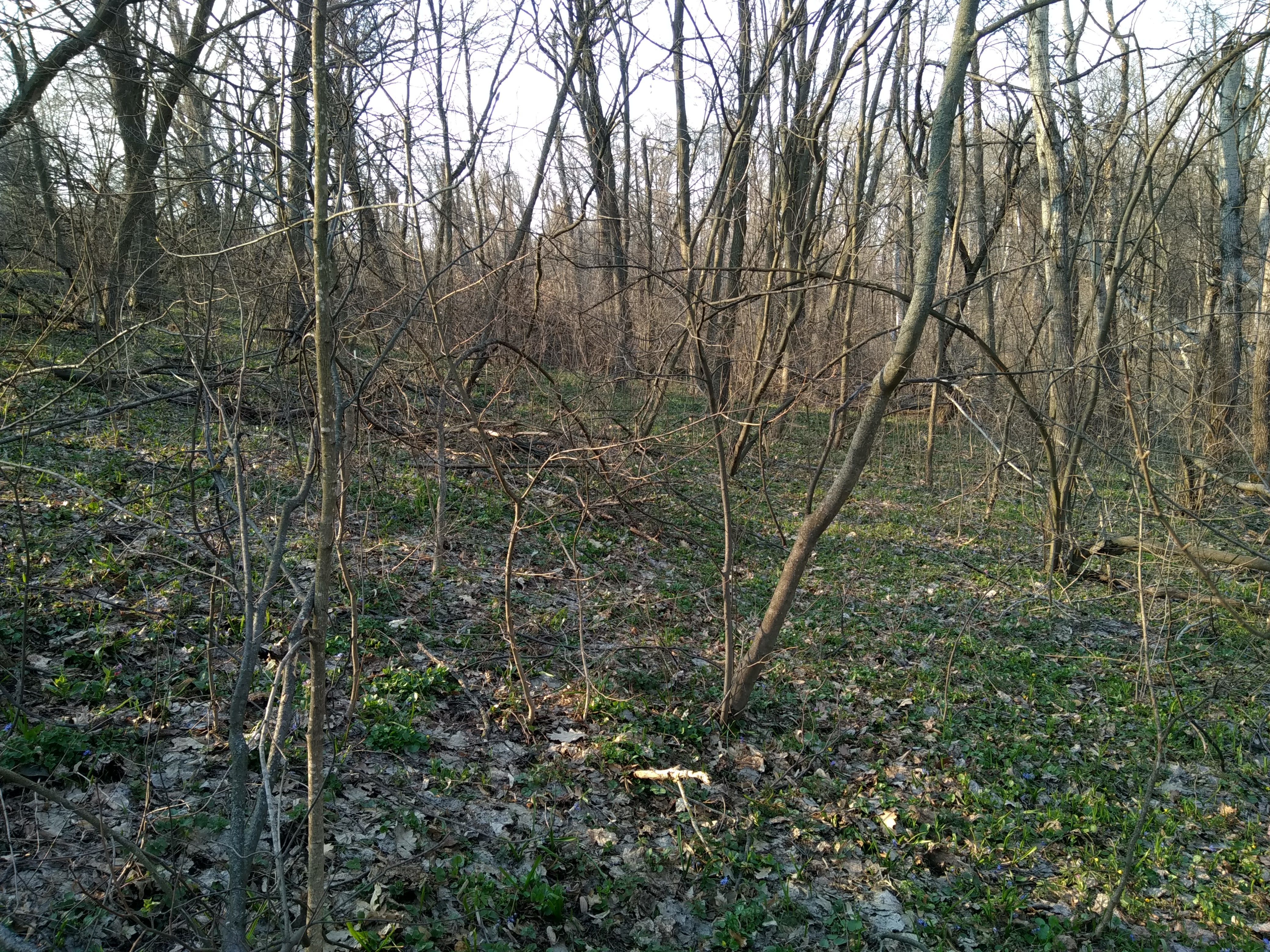